# Groot Spriel
Groot Spriel is een landgoed met kasteel in neorenaissancestijl aan de Garderenseweg 150 in Putten in de Nederlandse provincie Gelderland. Op het landgoed is sinds 2021 Zorglandgoed Groot Spriel gevestigd, waarbij het huis wordt bewoond door mensen met geheugenproblematiek/dementie en op het land tevens dagbesteding voor mensen van elders wordt georganiseerd. 
Het rijksmonument werd door architect Joannes Pannevis in 1882 gebouwd voor Wouter Blokhuis, een teruggekeerde administrateur uit Indië. Voorheen stond hier boerderij Veltwijck. Na zijn overlijden in 1895 wordt het huis verkocht aan Georg Baud die het in 1900 weer verkoopt aan het echtpaar Meijer-van Loghem uit Den Haag. In 1906 werd een 25 meter hoge toren gebouwd naar ontwerp van architect L.A. van Essen. Boven in deze zware hoektoren bevindt zich een groot uurwerk. Op de begane grond bevinden zich verschillende kelderruimtes. Het monument heeft marmeren schouwen in jugendstil, hoge plafonds, glas in lood en is voorzien van bijzonder houtsnijwerk.
In 1913 kwam het beheer in handen van landheer Johan Willem van Doorninck (1887-1968), een neef van mevrouw Meijer-van Loghem. Na het overlijden van zijn tante Van Loghem in 1929 erft Van Doornick het landgoed dat hij liet uitbreiden en tot zijn overlijden in 1968 bewoonde.
Na een brand tijdens filmopnamen in 1988 raakte het landhuis in verval. In 1996 volgde een grote renovatie. In 2016 volgde een verkoop met opnieuw een renovatie. In 2020 werd bekend dat het in 2021 geopend gaat worden als verzorgingshuis voor dementerende mensen. 

## Landgoed
De buitenplaats van ongeveer 3,5 hectare heeft een park met wandelpaden, prieeltjes en een oude forellenvijver. In het sterrenbos van landschapsarchitect Dirk Wattez (1833-1906) zijn zichtassen aangelegd vanuit het landhuis. De hoofdingang bestaat uit een statige poort bij de oprijlaan naar het landhuis. Bij het landhuis horen een koetshuis en een theehuis bij een watervalletje. In het Speulderbos op het landgoed staat ook de Veluwse boerderij Klein Spriel.
https://www.zorglandgoedgrootspriel.nl/